# Riga (Nowy Jork)
Riga – miasto w Stanach Zjednoczonych, w stanie Nowy Jork, w hrabstwie Monroe.